# 結婚専科
『結婚専科』（けっこんせんか、Marriage on the Rocks）は1965年のアメリカ合衆国の映画。出演はフランク・シナトラなど。

## キャスト
※括弧内は日本語吹替（初回放送1971年3月7日『日曜洋画劇場』）
- ダン・エドワーズ：フランク・シナトラ（家弓家正）
- バレリー・エドワーズ：デボラ・カー（水城蘭子）
- アーニー・ブリューワー：ディーン・マーティン（羽佐間道夫）
- ミゲル・サントス：シーザー・ロメロ（大木民夫）
- シャッド・ネイサン：ジョン・マクギバー（富田耕生）
- トレーシー・エドワーズ：ナンシー・シナトラ
- ジム・ブレイク：トニー・ビル
- ローラ：ジョイ・ランシング
- マクファーソン夫人：ハーマイオニー・バデリー
- 本人役：トリニ・ロペス

## スタッフ
- 監督：ジャック・ドノヒュー
- 製作：ウィリアム・H・ダニエルズ
- 脚本：サイ・ハワード
- 撮影：ウィリアム・H・ダニエルズ
- 編集：サム・オスティーン
- 音楽：ネルソン・リドル